# Asterismo (astronomia)

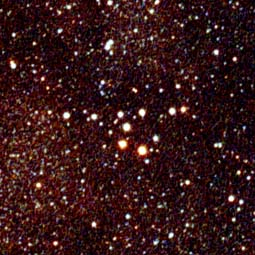
Aglomerado de Brocchi, um asterismo na constelação Vulpecula também conhecido como Cabide, pela sua semelhança com um cabide de pendurar roupa.

Na astronomia, um asterismo é um padrão reconhecível de estrelas no céu noturno da Terra. Ele pode fazer parte de uma constelação oficial ou ser composto por estrelas de mais de uma constelação. Como as constelações, os asterismos, em sua maioria, são compostos por estrelas que, embora estejam visíveis na mesma direção geral, não são fisicamente relacionadas e estão a distâncias da Terra significativamente diferentes. As formas geralmente simples e o pequeno número de estrelas fazem esses padrões facilmente identificáveis e, portanto, bastante úteis para aqueles aprendendo a se familiarizar com o céu noturno.

## História
Mesmo antes do aparecimento da civilização, ficou comum agrupar várias estrelas, ligando os pontos para formar figuras. O agrupamento de estrelas em constelações é essencialmente arbitrário, e culturas diferentes definiram constelações diferentes, embora algumas das mais óbvias fossem recorrentes, como Orion e Scorpius. Historicamente, como não existia uma lista "oficial", não havia diferença entre uma constelação e um asterismo. Qualquer um podia arranjar e nomear um agrupamento, que podia ser ou não aceito. Algumas das atuais constelações remontam aos tempos babilônicos.
Nossa lista atual se baseia na do astrônomo greco-romano Ptolomeu de Alexandria (90 - 168). Sua lista de 48 constelações foi aceita como a lista padrão por 1 800 anos. Como se considerava que as constelações eram compostas somente pelas estrelas que constituíam as figuras, era sempre possível usar as estrelas restantes para criar novos agrupamentos entre as constelações estabelecidas. 
Dois astrônomos particularmente conhecidos por tentar expandir o catálogo de Ptolomeu foram Johann Bayer (1572 - 1625) e Nicolas Louis de Lacaille (1713 - 1762). Bayer relacionou uma dúzia de figuras que tinham sido sugeridas desde os tempos de Ptolomeu; Lacaille criou novos grupos, a maior parte na área próxima do Polo Sul, não observada pelos antigos. Muitas das constelações propostas foram aceitas e as outras permaneceram como asterismos, a maioria obsoleta. Foi necessária uma clarificação para determinar quais os agrupamentos eram constelações e que estrelas pertenciam a elas. A situação foi finalmente regularizada em 1930, quando a União Astronômica Internacional (UAI) dividiu o céu em 88 constelações oficiais com fronteiras precisas. Qualquer outro grupo é um asterismo.
- As estações indicadas aqui são para o Hemisfério Norte. Para o Hemisfério Sul, deve-se considerar a estação oposta.
- Quanto menor o número da magnitude de uma estrela, mais brilhante ela é.
- Um verdadeiro aglomerado estelar (ver abaixo), cujas estrelas estão gravitacionalmente relacionadas, não é um asterismo.

## Grandes asterismos sazonais
Por acaso, em cada uma das quatro estações, existe um grande asterismo visível próximo da meia-noite, quando observado no hemisfério norte. Suas estrelas componentes são brilhantes e marcam figuras geométricas simples.
- Primavera. Estação marcada pelo Diamante de Virgo, consistindo de Arcturo (α Bootis), Espiga (α Virginis), Denébola (β Leonis) e Cor Caroli (α Canum venaticorum).[2][3] Uma linha leste-oeste de Arcturo a Denébola forma um triângulo equilátero com Cor Caroli para o norte, e outro com Espiga para o sul. O triângulo Arcturo - Denébola - Espiga é chamado Triângulo da Primavera.[3] Juntos, esses dois triângulos formam o Diamante. Formalmente, as estrelas do Diamante estão localizadas nas constelações de Boötes, Virgo, Leo e Canes Venatici.

- Verão. O Triângulo de Verão, de Deneb, Altair e Vega — α Cygni, α Aquilae e α Lyrae — é facilmente reconhecível, pois suas estrelas são todas de primeira magnitude.[4] As estrelas do triângulo estão localizadas na banda da Via Láctea que marca o equador galáctico, e estão na direção do centro da galáxia.

- Outono. O grande Quadrado de Pegasus é o quadrilátero formado pelas estrelas α Pegasi, β Pegasi, γ Pegasi e α Andromedae, representando o corpo do cavalo alado.[5] Ele pode ser visto inteiramente nas noites do outono. O asterismo foi reconhecido como a constelação ASH.IKU (O Campo) nas tábuas cuneiformes MUL.APIN entre 1100 e 700 a.C.[6]

- Inverno. O céu à meia-noite no inverno do hemisfério norte é dominado por Orion, na direção oposta ao centro da galáxia. Além disso, um terço das estrelas de primeira grandeza visíveis no céu (sete em vinte e uma) estão no Hexágono do Inverno, com Sirius, Prócion, Pólux/Castor, Capella, Aldebarã e Rígel, na periferia, e Betelgeuse no interior.[4] Embora um pouco achatado, e portanto mais elíptico que circular, a figura é tão grande que não pode ser vista em um único olhar, o que torna a falta de circularidade menos perceptível.[7]

## Outros exemplos

O asterismo Grande Carro.

Um dos asterismos mais conhecidos é o Grande Carro, também chamado de Caçarola ou Carro de Davi. Ele é composto pelas sete estrelas mais brilhantes de Ursa Major, onde elas esboçam o traseiro da ursa e a cauda exagerada. Com a sua longa cauda, a Ursa Minor se parece pouco com um urso e é também conhecida pelo pseudônimo de Pequeno Carro.

### Apelidos de constelações
Ursa Minor não é a única constelação que não se parece muito com o que ela representa. Na verdade, muito poucas se parecem, o que levou a apelidos para algumas constelações. Um breve olhar sobre as figuras desenhadas sob as constelações nos mapas estelares explicam facilmente a origem desses asterismos.
- O mais conhecido deste tipo é a Cruz do Norte em Cygnus.[4] A haste vertical vai de Deneb (α Cyg), na cauda do cisne, a Albireo (β Cyg), no bico. A haste transversal vai de Gienah (ε Cyg), em uma asa, a Delta Cygni (δ Cyg), na outra.
- O Anzol é o nome havaiano tradicional para Scorpius. A imagem fica mais óbvia se as linhas do mapa de Antares (α Sco) para Acrab (β Sco) e Pi Scorpii (π Sco) forem substituídas por uma linha de Acrab a Dschubba (δ Sco) e Pi, formando um grande "J"
- Acrescentando-se linhas verticais para conectar os membros direito e esquerdo no diagrama de Hércules, completa-se a figura da Borboleta.[9]
- Embora não seja um conceito antigo, percebe-se por que o nome Cone de Sorvete aplica-se às vezes a Boötes.[10] Ela é ainda com mais frequência conhecida como a Pipa.[8]
- As estrelas de Cassiopeia formam um W que é frequentemente usado como um apelido. [11]
- Na Austrália, Frigideira, apelido de Camaleão, é uma ajuda para se encontrar o sul pelas estrelas.

## Asterismos antigos
Argo é um caso especial. Argo Navis (o navio Argo) era, de longe, a maior das constelações de Ptolomeu. A partir de Lacaille em seu Coelum Australe Stelliferum (1763), ficou comum referir-se a suas várias partes como a Quilha, o Convés da Popa e as Velas. Na organização da UAI de 1930, Argo foi considerada grande demais e esses asterismos setoriais antigos foram reconhecidos como constelações oficiais (Carina, Puppis e Vela), com o que Argo, no seu conjunto, se tornou um asterismo.
O Cruzeiro do Sul não é um asterismo, mas somente uma variação no significado de Crux. Crux era um asterismo quando Bayer a criou em Uranometria (1603), a partir de estrelas das patas traseiras de Centaurus. Ela ganhou status de constelação em 1930, com isso mutilando o Centauro.
Centaurus foi reduzido de tamanho mais uma vez. Lupus era originalmente considerada somente um asterismo setorial, como uma Fera Selvagem não especificada agarrada ao Centauro. Hiparco a separou nos anos 200 a.C. e a lista de Ptolomeu confirmou seu status independente.
Na seu desenho original, Leo incluía uma chuva de estrelas fracas pintadas como o tufo na Cauda do Leão que se projetava do seu corpo. Antecipando até Ptolomeu em séculos, Conon de Alexandria criou o asterismo "Cabeleira de Berenice", homenageando sua rainha em 243 a.C. Seguindo a aceitação de Tycho Brahe para Coma Berenices, Bayer registrou-a e redesenhou o Leão. A UAI confirmou Coma como uma constelação. 
Até mesmo uma constelação venerável como Libra já foi considerada um simples asterismo. Até a metade do primeiro milênio a.C., o Zodíaco consistia de apenas onze constelações. A referência bíblica para as "onze estrelas" (Gênesis 37:9) é, mais acuradamente "os onze asterismos/constelações (do Zodíaco)". Naquela época, as garras de Scorpius eram desenhadas estendendo-se até Zubenelgenubi, a "garra do sul", e Zubeneschamali, a "garra do norte" (Alpha e Beta Librae). Mais tarde, quando Virgo foi repersonificada como Astraea, a deusa da justiça, as garras se tornaram um conjunto de balanças em sua mão. Na época de Ptolomeu, Libra tinha se tornado uma constelação independente, não conectada com suas vizinhas. Os nomes de suas estrelas ainda refletem a época em que ela era o asterismo "As Garras", e sua figuração é aquela do antigo asterismo setorial dentro de Virgo.
Os grupos apresentados aqui eram asterismos setoriais que foram promovidos ao status de constelações. Para uma lista de propostas de constelações que não foram aceitas para além de asterismos, e são atualmente considerados obsoletos, ver Constelações antigas.

## Não asterismos
No sentido formal utilizado aqui, asterismos são grupos de estrelas que não foram categorizados de nenhuma outra forma. Objetos que não se enquadram nos limites desta definição incluem a Via Láctea, nebulosas e aglomerados abertos.
Dividindo o céu noturno em dois hemisférios aproximadamente iguais, a Via Láctea aparece como uma banda enevoada de luz branca formando um arco por toda a esfera celestial. Muitas culturas têm mitos sobre a "larga estrada branca no céu". Que o brilho se origina de inumeráveis estrelas fracas e outros materiais que se encontram no plano galáctico foi uma das primeiras descobertas telescópicas de Galileu Galilei. Da mesma forma, as Nuvens de Magalhães não são asterismos, e sim galáxias.
Nebulosas, nuvens de gás e poeira que pontilham a galáxia, sejam de emissão, como a de Pelicano, ou escuras, como a Cabeça de Cavalo, claramente não são asterismos, já que não são compostas por estrelas. 
Aglomerados abertos são grupos de estrelas que estão fisicamente relacionadas — gravitacionalmente ligadas e movendo-se pela galáxia na mesma direção e velocidade. Como esses agrupamentos não são criações humanas, mas fenômenos reais, eles não contam como asterismos. Entre os mais conhecidos e próximos estão as Plêiades (M45), as Híades, em Taurus, e Praesepe (M44), em Cancer. Deve ser ressaltado que, com a adição de Aldebarã, que está na mesma linha de visão, o aglomerado de Híades forma um asterismo setorial em forma de V em Taurus.
O ponto exato do que constitui um asterismo pode ser visto em dois exemplos. Theta Orionis (θ Ori) encontra-se no interior de, e ilumina, a Nebulosa de Orion (M42). Observada telescopicamente, ela se separa em quatro estrelas arranjadas em um trapezoide, que são chamadas o Trapézio. O asterismo manteve o nome mesmo quando se descobriu que havia ainda mais estrelas no grupo. Entretanto, determinou-se depois que a Nebulosa de Orion é um berçário estelar e que o Trapézio é, na verdade, um aglomerado aberto. Portanto, não é mais um asterismo. Por outro lado, M73, em Aquarius, que se pensava ser um aglomerado aberto, é composto por estrelas não relacionadas entre si, e pode agora ser considerado um asterismo.